# Marcos Tulio Coll
Marco Tulio Coll Tesillo (Barranquilla, 23 d'agost de 1935 - Barranquilla, 5 de juny de 2017) fou un futbolista colombià.
Pel que fa a clubs, passà tota la seva trajectòria a clubs colombians. Debutà a l'Sporting Barranquilla, continuant a Independiente Medellín, Deportes Tolima, América de Cali i Atlético Junior.
Fou internacional amb la selecció de Colòmbia, amb la qual disputà la Copa del Món de Futbol 1962. En aquest Mundial marcà un gol olímpic en el partit que l'enfrontà a l'URSS.